# Swedish Open 1965
Die Swedish Open 1965 fanden in Halmstad statt. Es war die zehnte Austragung dieser internationalen Meisterschaften von Schweden im Badminton.

## Finalergebnisse
| Disziplin    | Sieger                         | Finalist                          | Ergebnis         |
| ------------ | ------------------------------ | --------------------------------- | ---------------- |
| Herreneinzel | Erland Kops                    | Svend Andersen                    | 15–1, 15–5       |
| Dameneinzel  | Eva Twedberg                   | Ulla Rasmussen                    | 2–11, 11–1, 11–4 |
| Herrendoppel | Erland Kops Knud Aage Nielsen  | Henning Borch Jørgen Mortensen    | 15–12, 18–16     |
| Damendoppel  | Karin Jørgensen Ulla Rasmussen | Eva Twedberg Gunilla Dahlström    | 15–1, 15–4       |
| Mixed        | Henning Borch Ulla Rasmussen   | Berndt Dahlberg Gunilla Dahlström | 15–9, 15–9       |

## Referenzen
- Annual Handbook of the International Badminton Federation, London, 28. Auflage 1970, S. 288–289.
- Ergebnisse